# Gornja Plemenšćina
Gornja Plemenšćina is een plaats in de gemeente Pregrada in de Kroatische provincie Krapina-Zagorje. De plaats telt 316 inwoners (2001).